# Emoia irianensis
Emoia irianensis är en ödleart som beskrevs av Brown 1991. Emoia irianensis ingår i släktet Emoia och familjen skinkar. Inga underarter finns listade i Catalogue of Life.